# Снэбьёрн Боров
Снэбьёрн Боров (древнесканд. Snæbjörn Galti; примерно 910 — примерно 978, Гуннбьёрновы Островки) — исландский мореплаватель, вторым достигший берегов Америки и первым высадившийся там, главный герой «Пряди о Снэбьёрне Борове» и «Саги о Снэбьёрне Борове».

## Биография
Снэбьёрн Боров по мужской линии был внуком исландского первопоселенца Снэбьёрна, сына Эйвинда Норвежца. По матери он был внуком первопоселенца Тормода Старого, как и могущественный хёвдинг Одд из Междуречья. Таким образом, Снэбьёрн принадлежал к числу самых знатных людей Исландии.
Одна из дочерей Одда из Междуречья Халльгерд была убита собственным мужем Халльбьёрном, что стало неслыханным для Исландии преступлением. Одд предоставил право мстить своему двоюродному брату Снэбьёрну. Тот с 11 людьми напал на Халльбьёрна и двух его спутников на высотах, которые после этого получили название Оборона Халльбьёрна. В бою Снэбьёрн сам отрубил своему кровному врагу ногу, но тот и после этого смог отступить на южный пригорок и убить двоих. В конце концов и Халльбьёрн, и оба его спутника были убиты.
После этого убийства Снэбьёрн решил оставить Исландию и отправился на поиски земли, открытой Гуннбьёрном сыном Ульва Вороны. Это путешествие датируется 978 годом. Половину своего корабля Снэбьёрн продал Хрольву с Красного Склона, принявшему участие в путешествии. Мореплаватели достигли Гуннбьёрновых островков и зазимовали там. Один из людей Хрольва по имени Стюрбьёрн нашёл в кургане на острове кошель с деньгами и попытался его скрыть. Снэбьёрн, узнав об этом, ударил Стюрбьёрна обухом секиры и отобрал кошель. Это стало поводом к большому конфликту: Хрольв и Стюрбьёрн убили Снэбьёрна и одного из его людей, а других заставили принести клятву верности в обмен на жизнь.
Когда путешественники вернулись в Исландию, правда о гибели Снэбьёрна Борова выплыла наружу. Хёвдинг Торкель Бахрома отомстил за него, подослав к Хрольву и Стюрбьёрну наёмного убийцу.
Об этих событиях была сложена «Сага о Снэбьёрне Борове», текст которой утрачен. Рассказ о Снэбьёрне вошёл в состав «Книги о заселении Исландии», причём учёные полагают, что его туда включил Стюрмир Карасон, а позже существенно переработал Стурла Тордарсон.